# Gueïda Fofana
Gueïda Fofana (* 16. května 1991, Le Havre, Francie) je francouzský fotbalový záložník, který hraje ve francouzském klubu Olympique Lyon. Jeho postem je defensivní záložník, ale dokáže zahrát i v obraně. Vyznačuje se fyzickým stylem hry.

## Klubová kariéra
S fotbalem začal v klubu ES Mont-Gaillard, ve dvanácti letech přešel do mládežnických týmů Le Havre AC.
V létě 2011 během posledního dne přestupního termínu podepsal čtyřletou smlouvu s Olympique Lyon. Lyon vyplatil Le Havre 1,8 milionu eur, celková výše mohla díky bonusům dosáhnout až 2,6 milionu eur.
V sezóně 2011/12 vyhrál s Lyonem Coupe de France (francouzský fotbalový pohár). Na začátku sezóny 2012/13 se klub utkal v Trophée des champions (francouzský Superpohár) s vítězem Ligue 1 - týmem Montpellier HSC, kterého zdolal až v penaltovém rozstřelu poměrem 4:2. Fofana hrál v základní sestavě a v penaltovém rozstřelu svůj pokus neproměnil, z hráčů Lyonu šel kopat jako první. Jeho zaváhání však spoluhráči - zbývající exekutoři napravili.
Vstřelil dva góly v prvním utkání osmifinále Evropské ligy 2013/14 13. března 2014 proti Viktorii Plzeň, Lyon vyhrál s jeho přičiněním 4:1.

## Reprezentační kariéra
Fofana prošel francouzskými mládežnickými reprezentacemi od kategorie U16. Byl kapitánem francouzského týmu U19, který získal zlaté medaile na domácím Mistrovství Evropy hráčů do 19 let v roce 2010, když ve finále porazil Španělsko 2:1. Byl to druhý titul pro Francii v této věkové kategorii (první získala v roce 2005).
Následně se představil i na Mistrovství světa hráčů do 20 let 2011 v Kolumbii, kde Francie dokráčela až do semifinále, tady ji vyřadilo Portugalsko (porážka 0:2). V souboji o třetí místo Francie podlehla Mexiku 1:3. I na tomto turnaji byl Fofana v roli kapitána a vstřelil 2 branky.